# Testify (P.O.D.)
Testify è il sesto album in studio del gruppo musicale statunitense P.O.D., pubblicato il 24 gennaio 2006. Il disco ha debuttato al nono posto della classifica di Billboard, e ha venduto 50 000 copie nella prima settimana di uscita, oltre 255 000 copie negli Stati Uniti e mezzo milione a livello internazionale.

## Descrizione
Il bassista Traa Daniels ha dichiarato che l'album rappresenta "un riassunto di tutti gli stili musicali del gruppo", inoltre ha aggiunto che si tratta di "un tentativo di introdurre l'ascoltatore a diverse esperienze sonore, sia riconducibili agli esordi che più recenti." Il cantante Sonny Sandoval ha dichiarato di aver incluso nella lista tracce "un'alternanza di canzoni dure e leggere."

## Accoglienza
Testify ha ricevuto critiche miste dalla stampa specializzata, e Metacritic gli ha conferito un punteggio medio di 55/100, in base a 11 recensioni.
Jason Bracelin di Blender ha dato all'album due stelle su cinque, e ha dichiarato che "il gruppo ha pubblicato una lista di brani stilisticamente differenti, incapaci però di tener testa alle prove dei primi anni di carriera." L'autore di Rolling Stone Christian Hoard ha dichiarato che "Testify a lungo andare è noioso e  prevedibile, per quanto lo sia meno di altri prodotti simili."
Matt Collar di AllMusic ha dato all'album un punteggio di 4/5, elogiando "il lavoro alla chitarra di Jason Truby, e la capacità di Sandoval di riproporre con successo i vari stili vocali dei primi album".

## Tracce
Edizione standard
1. Roots in Stereo – 4:42
2. Lights Out – 2:45
3. If You Could See Me Now – 3:08
4. Goodbye for Now – 4:35
5. Sounds Like War – 3:52
6. On the Grind – 4:24
7. This Time – 4:41
8. Mistakes & Glories – 3:38
9. Let You Down – 4:15
10. Teachers – 4:22
11. Strength of My Life – 3:37
12. Say Hello – 2:32
13. Mark My Words – 3:42

Tracce bonus

14. "Not Your Kind", 2:37 (presente nell'edizione pubblicata in Giappone)

15. "Your Eyes", 4:23 (presente nell'edizione pubblicata per Walmart)
Tracce non pubblicate

1. "Here We Go", 3:28 (inserita in seguito nella raccolta Greatest Hits: The Atlantic Years
Beyond Testify (secondo disco bonus pubblicato esclusivamente via web)

1. "Generation", 4:25

2. "Bridge to Burn", 4:26 (outtake di Payable on Death)

3. "Will You (Chris Vrenna Remix)", 3:54 

4. "Every Time I Die (demo)", 3:31

5. "New Wave ("Let You Down" demo)", 3:39

## Formazione
- Paul "Sonny" Sandoval - voce
- Jason Truby - chitarra
- Mark "Traa" Daniels - basso
- Noah "Wuv" Bernardo - batteria

Altri musicisti
- Matisyahu - voce (Roots in Stereo, Strength of My Life)
- Boo-Yaa T.R.I.B.E. - voce (On the Grind)
- Katy Perry - voce (Goodbye for Now)